# Omorgus costatus
Omorgus costatus är en skalbaggsart som beskrevs av Christian Rudolph Wilhelm Wiedemann 1823. Omorgus costatus ingår i släktet Omorgus och familjen knotbaggar. Inga underarter finns listade i Catalogue of Life.

## Bildgalleri

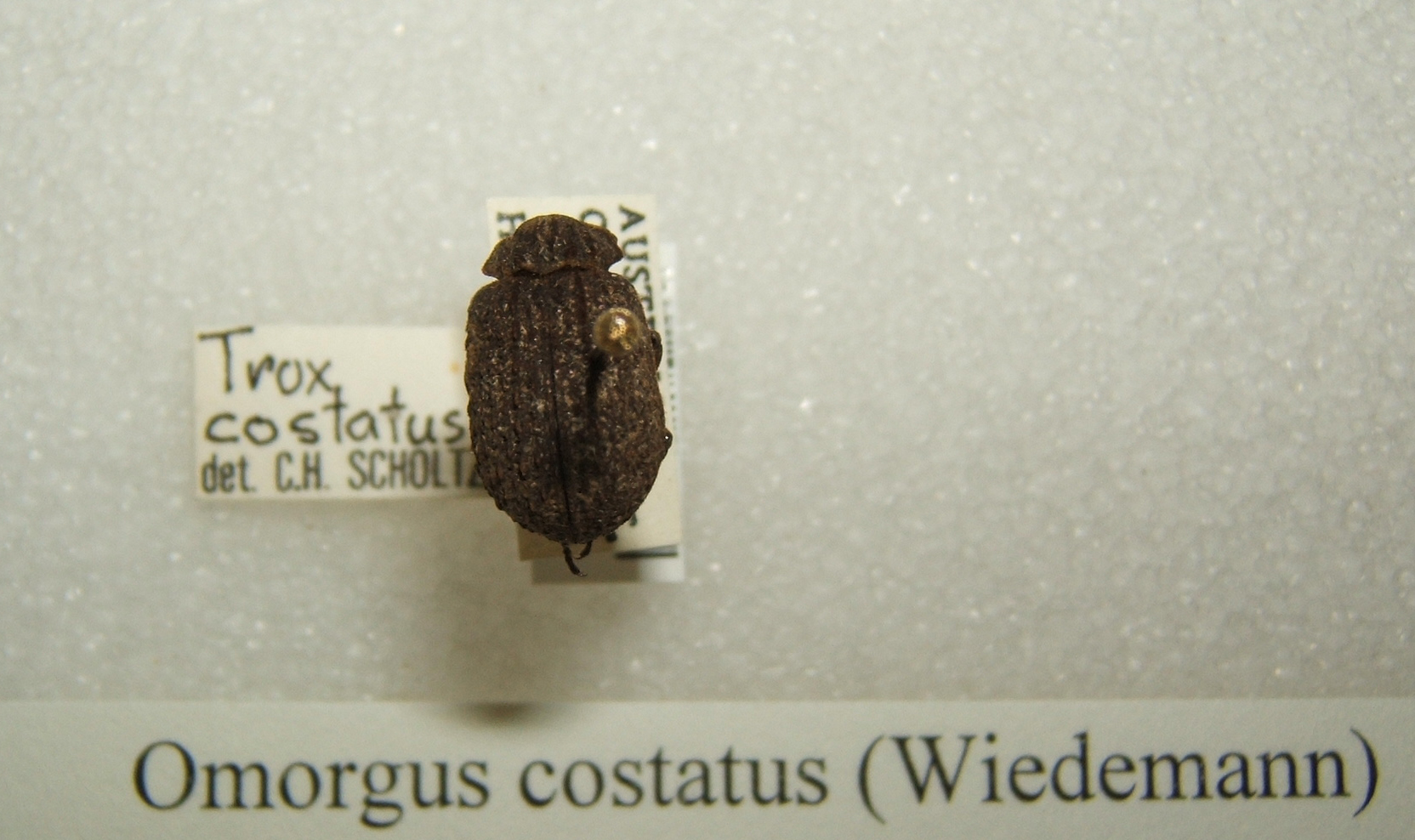